# Veszprémvölgyi oklevél
A veszprémvölgyi apácamonostornak adott görög oklevél Szent István idejéből származik. 

„Az Atyának, a Fiúnak és a Szentléleknek nevében. Én, István, keresztény s egész Hungria királya, miután létesítettem, felállítottam és berendeztem a szentséges Istenanya veszprémi, érseki monostorát, s összegyűjtöttem benne apácák seregét a magam, nőm és gyermekeim, valamint egész Pannónia lelki üdvéért, így rendelkezem. Ajándékozok ennek a monostornak 9 falut.... ”

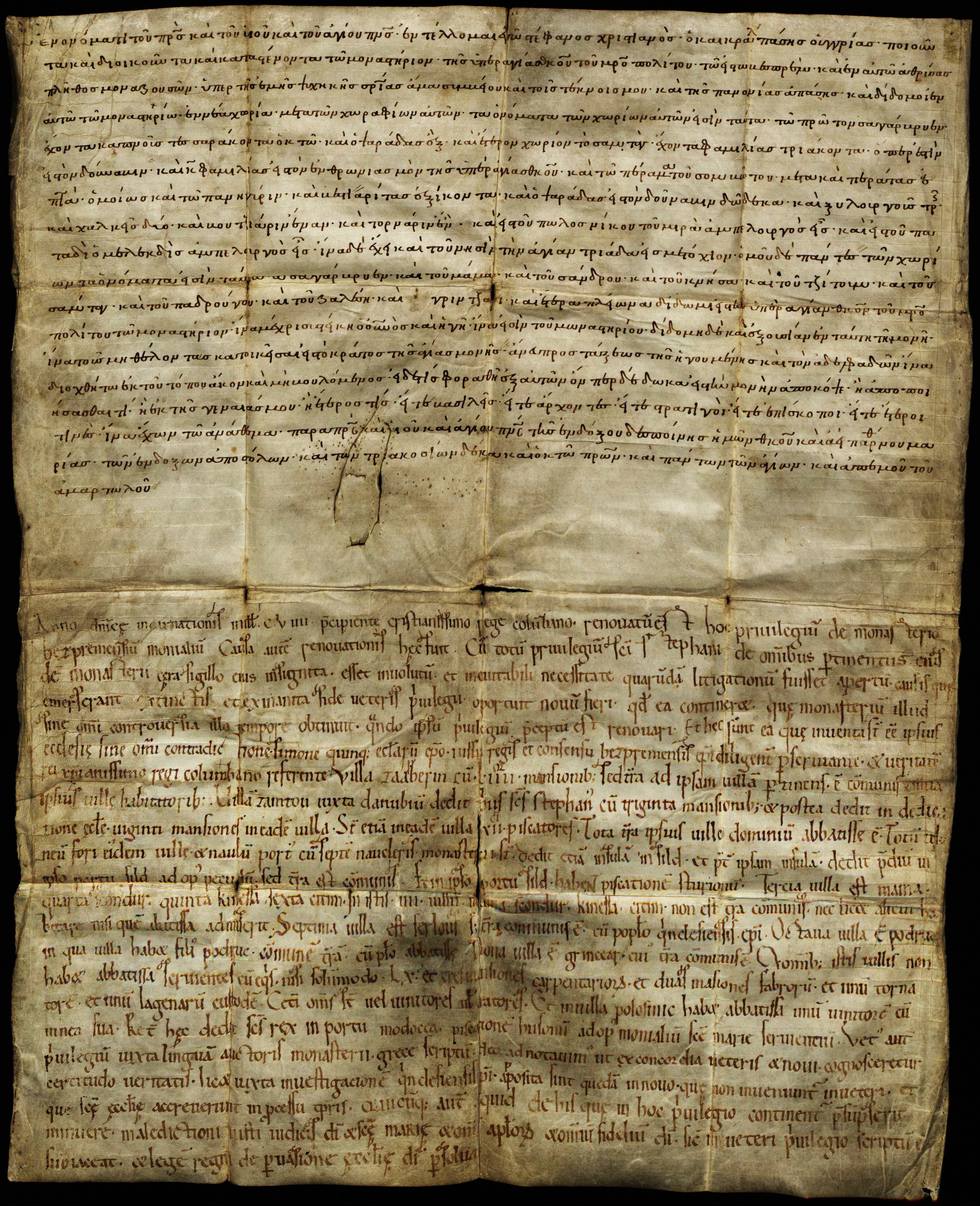
Az 1109-es, Kálmán-kori átirat

Az oklevél eredetiben nem maradt fenn, legrégibb másolata Könyves Kálmán 1109. évi latin és görög nyelvű kiváltságlevelében található meg, amely megerősíti a veszprémvölgyi apácák javait. Nyelvében és szerkezetében is eltér a latin nyelvű oklevelektől. Semmiféle rokonságot nem mutat a császári oklevelekkel - Bizáncban és a balkáni görög magánoklevelekben találjuk meg a veszprémvölgyi oklevél rokonságát. Heribert C Magyarországra érkezése előtt írhatták (1002), de az alapítólevél keletkezési kora vitatott: Géza vagy István nevéhez, esetleg Szent Imre bizánci házasságához kötik.
Az oklevelet a Magyar Nemzeti Levéltár őrzi.